# Jerónimo de Rocamora y Thomas
Jerónimo de Rocamora y Thomas (Orihuela, 9 de abril de 1571-Orihuela, noviembre de 1639) fue el I marqués de Rafal, VIII señor y I barón de Puebla de Rocamora y VIII señor de Benferri.

## Biografía
Jerónimo nació en Orihuela el 9 de abril de 1571 y era el mayor de los hijos del primer matrimonio de Jaime de Rocamora y López Varea con Ana de Thomas y Vázquez, siendo además como hijo primogénito el heredero de su padre que era el VII señor de Benferri y de Puebla de Rocamora. 
En febrero de 1593, Jerónimo se desposó a los 21 años con su prima lejana Isabel de Molins y Rosell. Fruto de esta unión fueron seis los hijos nacidos, de los cuales dos eran varones. 
Tras enviudar, Jerónimo acordó con el I señor de Rafal Gaspar García de Lasa y Ferré sus segundas nupcias con la hija de Gaspar, María García de Lasa y Togores. Este matrimonio se llevó a cabo en la parroquia oriolana de Santas Justa y Rufina el 10 de marzo de 1611. A pesar de tener Jerónimo casi 40 años cuando contrajo las segundas nupcias, todavía tuvo con María cinco hijos más. 
En 1614 intentó comprar el señorío de Redován, otorgándole una Carta Puebla, pero finalmente no lo consiguió.
Tras su matrimonio, María obtuvo el señorío de Rafal por cesión de su padre, pasando a ser la III señora de Rafal, mientras que Jerónimo pasó a ser el VIII señor de Benferri y de Puebla de Rocamora tras fallecer su padre, Jaime de Rocamora y López Varea, en 1622.
Jerónimo marchó voluntariamente a la guerra de Flandes a defender el dominio de la Corona Española sobre esos territorios, distinguiéndose como un valeroso militar que levantó a su costa y sostuvo uno de los famosos tercios de infantería.
A su regreso de los Países Bajos, el rey de España Felipe IV le concedió el 16 de julio de 1632 el título de I barón de Puebla de Rocamora, que elevaba a baronía a este señorío propiedad de Jerónimo. 
Por su fidelidad y por los apoyos prestados en el pasado por los antecesores de Jerónimo a la monarquía de los Habsburgo españoles, Felipe IV le concedió el título de marqués de Rafal para él y para sus legítimos descendientes o sucesores, decretándolo en Madrid el 14 de junio de 1636. 
Se le considera el fundador de la villa de Rafal debido a que a partir de entonces, el municipio quedó segregado de Orihuela con su propia independencia municipal. Obtuvo para Rafal la independencia municipal y la Jurisdicción Alfonsina y además construyó el primer núcleo urbano en Rafal y sus primeras casas, ya que hasta entonces los habitantes de Rafal vivían en barracas diseminadas por todo el término municipal.
El 29 de enero de 1638 se fundó el mayorazgo de Rafal, consistente en la indisoluble unión de la baronía de Puebla de Rocamora aportada por Jerónimo y del marquesado de Rafal, en su día señorío aportado por María. Entre las obligaciones que impuso Jerónimo, había una que estipulaba que en caso de quedar el mayorazgo sin sucesión, este recaería en la línea primogénita de los señores de Benferri, descendientes de Nicolás, hijo de su primer matrimonio. También reafirmó las nueve cláusulas impuestas por su padre en 1588. El mayorazgo se fundó por escritura pública en Orihuela ante Ginés Martínez.
Jerónimo de Rocamora y Thomas, que sólo ostentó el título de marqués de Rafal durante tres años, desde 1636 hasta 1639, ordenó la construcción de un templo en Rafal en 1639 y apenas unos meses antes de fallecer. El resultado fue la iglesia de Rafal, que acabaría constituyéndose en parroquia en 1640 cuando sólo estaba acabado el altar mayor, parte más antigua del templo. Ya había construido con anterioridad, en 1622, la iglesia de San Jerónimo de Benferri.
En 1639 falleció el primer marqués de Rafal a los 63 años de edad. De entre todos los hijos de Jerónimo, heredó su primogénito Nicolás el señorío de Benferri mientras que el mayor de sus hijos de su segundo matrimonio, Gaspar, heredó el mayorazgo formado por el marquesado de Rafal y la baronía de Puebla de Rocamora.
Jerónimo fue enterrado en la capilla de Nuestra Señora de Belén de la parroquia de Santas Justa y Rufina, en Orihuela.

## Matrimonios y descendencia
De los once hijos que tuvo Jerónimo, seis fueron de su primer matrimonio con Isabel de Molins y Rosell:
- Nicolás de Rocamora y Molins, IX señor de Benferri

- Alfonso de Rocamora y Molins

- Ana de Rocamora y Molins

- Ángela de Rocamora y Molins

- Isabel de Rocamora y Molins casada con el II señor de Benejúzar

- María de Rocamora y Molins

De su segundo matrimonio con María García de Lasa y Togores nacieron:
- Gaspar de Rocamora y García de Lasa II marqués de Rafal y II barón de Puebla de Rocamora

- Jaime de Rocamora y García de Lasa

- Juan de Rocamora y García de Lasa III marqués de Rafal y  III barón de Puebla de Rocamora

- Catalina de Rocamora y García de Lasa

- Isabel de Rocamora y García de Lasa

| Predecesor: fue el primer marqués de Rafal            | marqués de Rafal 1636-1639            | Sucesor: Gaspar de Rocamora y García de Lasa |
| Predecesor: fue el primer barón de Puebla de Rocamora | barón de Puebla de Rocamora 1632-1639 | Sucesor: Gaspar de Rocamora y García de Lasa |
| Predecesor: Jaime de Rocamora y López Varea           | señor de Puebla de Rocamora 1622-1632 | Sucesor: El señorío ascendió a baronía       |
| Predecesor: Jaime de Rocamora y López Varea           | señor de Benferri 1622-1639           | Sucesor: Nicolás de Rocamora y Molins        |

- Datos: Q5929669